# Die Romanticker
Die Romanticker (englisch: The Fantasticks) ist ein Off-Broadway-Musical aus dem Jahr 1960 von Harvey Schmidt (Musik) und Tom Jones (Liedtexte und Libretto).

## Entstehung und Aufführungsgeschichte
Die Grundidee des Stücks geht auf die Romanze Les Romanesques des französischen Dichters und Dramatikers Edmond Rostand aus dem Jahr 1894 zurück.

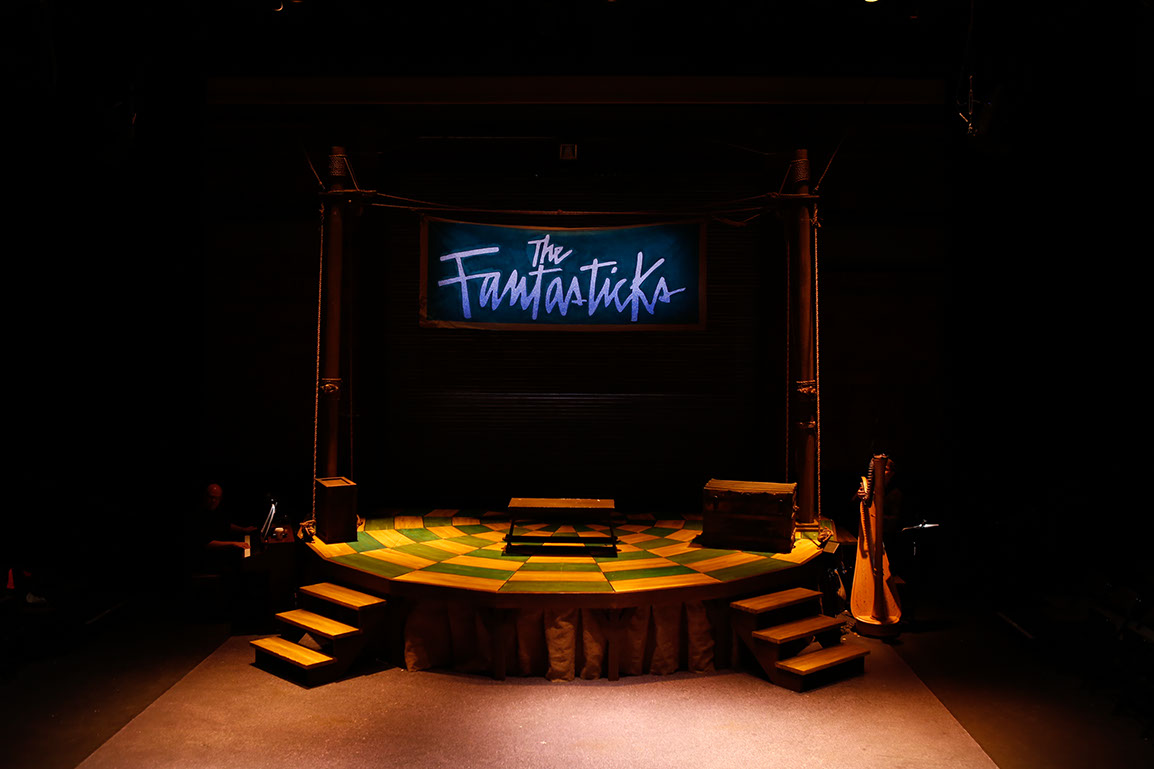
Bühnenbild an der Otterbein University Theatre & Dance, 2014

Die Uraufführung des Musicals fand am 3. Mai 1960 in dem Off-Broadway-Theater Sullivan Street Playhouse statt. Produzentin war Laura Noto. Unter den Akteuren der ersten Besetzung waren Jerry Orbach, Rita Gardner, Kenneth Nelson, William Lerson und Tom Jones selbst. Insgesamt beschränkt sich der Cast auf sieben männliche und eine weibliche Rolle. Die verwendeten Instrumente sind ein Klavier, eine Harfe (oder ein zweites Klavier), Schlagzeug und ein Kontrabass.
Die Originalproduktion des Musicals erreichte mit der Vorstellung vom 12. Januar 2002 (die als 17162. Darbietung galt) eine Laufzeit von 42 Jahren. Damit erzielten die Fantasticks einen Weltrekord für die Dauer der Präsentation und die Zahl der Aufführungen in der Originalinszenierung. Während dieser Zeit fanden Aufführungen in allen US-Bundesstaaten und 76 weiteren Ländern statt.

## Handlung
Hauptfiguren sind Matt und Louisa, die ineinander verliebt sind und aus benachbarten und sich streitenden Familien stammen. Beider Väter haben sogar eine große Mauer zwischen ihren Grundstücken errichtet.
Akt I
Zwei durch eine Mauer getrennte Häuser (dargestellt von einem stummen Schauspieler) in einer nicht näher bezeichneten amerikanischen Stadt.
Ein mysteriöser Bandit, El Gallo, erzählt von einem September, „als die Liebe wie eine Glut war, die kurz vor dem Aufwallen stand“. Er beginnt, die Handlung des Stücks zu erzählen. Zwei junge Leute, Matt und Luisa, wohnen nebeneinander und verlieben sich. Ihre Väter streiten sich jedoch und befehlen ihnen, nicht miteinander zu sprechen. Luisa fantasiert über die Erfahrungen, die sie in ihrem Leben machen möchte. Anschließend hält Matt eine Rede über seine Liebe zu Luisa und ruft ihr auf gespielt literarisch-heroische Weise über die Mauer hinweg zu. Matt und Luisa klettern auf die Spitze der Mauer und sprechen heimlich über Luisas romantische Vision, wie Matt sie vor der Entführung rettet. Dann erscheint Matts Vater, Mr. Hucklebee, und erzählt von seiner Lebens- und Gartenphilosophie (nicht zu viel gießen). Er befiehlt Matt, ins Haus zu gehen. Luisas Vater, Mr. Bellomy, kommt und gibt eine gegensätzliche Lebens- und Gartenphilosophie (viel Wasser) vor. Er befiehlt Luisa hereinzukommen. Dann ruft er Hucklebee an, und die beiden alten Freunde prahlen mit ihrer Cleverness, Fehden vorzutäuschen, um sicherzustellen, dass sich ihre Kinder verlieben. Sie stellen fest, dass man, um Kinder zu manipulieren, lediglich „Nein“ sagen muss. Hucklebee erzählt Bellomy von seinem Plan, die Fehde zu beenden, indem er Luisa von einem professionellen Entführer „entführen“ lässt, damit Matt sie „retten“ und heldenhaft erscheinen kann.
Der angeheuerte Profi El Gallo erscheint und bietet den Vätern ein Menü mit verschiedenen Arten von „Vergewaltigung“ – im literarischen Sinne einer Entführung oder Entführung – an, die er simulieren kann. Die Väter beschließen, keine Kosten für ihre geliebten Kinder zu scheuen (im Rahmen des Zumutbaren) und stimmen einer Entführungsszene „erstklassiger Güte“ zu. Ein zerzauster alter Schauspieler mit schwachem Gedächtnis, Henry Albertson, kommt mit seinem Kumpel Mortimer, einem als Indianer verkleideten Cockney, an. El Gallo beauftragt sie, bei der inszenierten Entführung zu helfen. Matt und Luisa kehren zurück, um über ihre Liebe zu sprechen und körperliche Intimität anzudeuten. El Gallo und die Schauspieler stürmen herein und führen das mondhelle Entführungsszenario durch; Matt „besiegt“ die drei. Die Fehde wird beendet, die Mauer zwischen den Häusern niedergerissen und die Kinder und Väter zu einem malerischen Schlussbild vereint. El Gallo sammelt die Bühnenbilder, die bei der „Entführung“ verwendet wurden, und fragt sich laut, wie lange die Liebenden und ihre Väter ihre kunstvollen, fröhlichen Posen beibehalten können. Er und The Mute gehen.
Akt II
Die Kinder und Väter werden in den gleichen Posen entdeckt, sind aber sichtlich erschöpft von der Anstrengung. El Gallo stellt fest, dass das, was im Mondlicht romantisch wirkt, seinen Charme verlieren kann, wenn es dem grellen Tageslicht ausgesetzt wird. Er tauscht seinen Mond gegen eine strahlende Sonne. Die Väter und Liebenden beginnen sich übereinander zu beschweren und bemerken alle Mängel, die bei Tageslicht deutlich sichtbar werden. Die Kinder versuchen, ihre romantische Stimmung vom Vorabend wiederherzustellen und verspotten ihre Väter. Schließlich enthüllt Hucklebee in einem Anfall von Groll, dass die Entführung und die Fehde vorgetäuscht waren. Matt und Luisa sind beschämt und die gegenseitigen Vorwürfe der Väter eskalieren schnell zu einer echten Fehde. Sie stürmen zu ihren jeweiligen Häusern. Matt sieht El Gallo und fordert ihn in einem verzweifelten Versuch, seine Ehre und Luisas Liebe zurückzugewinnen, zu einem Duell heraus. El Gallo entwaffnet Matt mühelos und bringt ihn in Verlegenheit. Matt und Luisa streiten sich dann; sie nennt ihn einen Poseur, während er sie kindisch nennt.
Matt möchte unbedingt die Provinzstadt verlassen. Er und El Gallo diskutieren über seine glänzende Vision von Abenteuer. Henry und Mortimer kehren zurück und führen Matt auf eine Weltreise. Ein Monat vergeht und die Väter haben die Mauer wieder aufgebaut. Sie treffen sich und sprechen traurig über ihre Kinder; Luisa ist wie eine Statue und tut nichts anderes als zu sitzen und zu träumen; Matt ist immer noch nicht zurückgekehrt. Anschließend singen sie über die Unsicherheiten der Kindererziehung im Vergleich zur Zuverlässigkeit des Gemüseanbaus. Luisa sieht, wie El Gallo sie beobachtet und ist fasziniert von dem gutaussehenden, erfahrenen Banditen. Impulsiv bittet sie ihn, sie mitzunehmen, um die Welt zu sehen. In einer langen Fantasy-Sequenz zeigen sie hinter einer Maske der Unwirklichkeit eine Reihe romantischer Abenteuer, während Matt im Hintergrund von Henry und Mortimer misshandelt und geschlagen wird, die eine Reihe unangenehmer exotischer Arbeitgeber darstellen. Luisas Fantasien werden zunehmend hektischer, anstrengender und düsterer untermalt.
El Gallo fordert Luisa auf, ihre Sachen für die Reise zu packen, doch bevor sie hineingeht, bittet er sie, ihm ihre geschätzte Halskette, ein Relikt ihrer toten Mutter, als Versprechen für ihre Rückkehr zu geben. Als sie hineingeht, verspricht ihr El Gallo eine Welt voller Schönheit und Erhabenheit; Gleichzeitig nähert sich Matt und liefert eine kontrastierende Version der grausamen Erfahrungen, die man erleiden kann. Als Luisa verschwindet, dreht sich El Gallo um, um zu gehen. Der verletzte Matt unternimmt einen erbärmlichen Versuch, ihn davon abzuhalten, Luisa zu verletzen, aber El Gallo stößt ihn weg und verschwindet. Luisa kehrt zurück und stellt fest, dass El Gallo mit ihrer Halskette gegangen ist, und sie sitzt weinend da. El Gallo als Erzähler erklärt poetisch, dass er dabei Matt und Luisa und auch sich selbst verletzen musste. Matt tröstet Luisa und erzählt ihr ein wenig von seinen Erfahrungen, und die beiden erkennen, dass alles, was sie wollten, einander war, aber dass sie das jetzt tiefer verstehen. Die Väter kehren freudig zurück und wollen gerade die Mauer einreißen, als El Gallo sie daran erinnert, dass die Mauer immer bestehen bleiben muss.

## Verfilmungen
Zwei Filme basieren auf der Vorlage dieses Musicals: Der erste kam 1964 heraus (unter der Regie von George Schaefer, mit John Davidson, Stanley Holloway, Bert Lahr, Ricardo Montalbán und Susan Watson) und der zweite im Jahr 1995 (Regie: Michael Ritchie, mit Joel Grey, Brad Sullivan, Jean Louisa Kelly, Barnard Hughes, Jonathan Morris und Joey McIntyre).